# Internetboken
Internetboken (ISSN 1403-5006) var en svensk årsbok för Internetbranschen som utgavs av Arvinius förlag. Den utkom i tryckt form bara två gånger, 1998 och 2001/2002, med en kompletterande webbsajt. Boken sammanblandar webb med Internet. Boken var i första hand avsedd för webbdesignbyråer.

## Internetboken 98
Internetboken 98 (ISBN 91-972720-3-5) omfattar 206 sidor i A4-format. Boken innehåller ett förord av Christer Sturmark, statistik över Internetföretagen i Sverige sammanställd av Åke Sandberg, ett avsnitt om juridik och avtal av Johan Elfström och presentationer av 175 företag uppdelade i 15 kategorier och sex föreningar, samt en ordlista. Företagen presenteras på varsin sida med kontaktuppgifter, startår, ägare och inriktning, samt bilder på webbsidor som de designat.

## Internetboken 2001/02
Om Internetboken 2001/02 (ISBN 91-974145-2-2) är föga känt. Den drabbades av dotcom-kraschen och fanns enligt bibliotek.se endast på ett svenskt bibliotek 2009, Umeå stadsbibliotek.